# Трамвай Готи — Вальтерсгаузена
Трамвай Готи — Вальтерсгаузена (нім. Thüringerwaldbahn und  Straßenbahn Gotha GmbH, букв. ТОВ «Тюринзька лісова залізниця і трамвай Готи») — діюча трамвайна мережа колії 1000 мм у німецьких містах Гота і Вальтерсгаузен (земля Тюрингія), підпорядкована Транспортній асоціації Центральної Тюрингії (нім. Der Verkehrsverbund Mittelthüringen).
Працює з 1894 року.

## Маршрути
Станом на 2023 рік тут налічується 5 трамвайних маршрутів:
     — т. зв. Тюринзька лісова залізниця
| № | Маршрут                               | Довжина, км | Час у дорозі, хв | Джерело |
| - | ------------------------------------- | ----------- | ---------------- | ------- |
| 1 | Центральний вокзал — Районна лікарня  | 6,1         | 23               | [ 3 ]   |
| 2 | Центральний вокзал — Східний вокзал   | 3           | 12               | [ 4 ]   |
| 3 | Трамвайне депо — Східний вокзал       | 4           | 14               | [ 5 ]   |
| 4 | Центральний вокзал — Бад-Табарц       | 22,7        | 58               | [ 6 ]   |
| 6 | Вальтерсгаузен — Поворотний трикутник | 2,4         | 7                | [ 7 ]   |